# Pascal Hens
Pascal Hens (Daun, 26 de março de 1980) é um jogador alemão de handebol. Atualmente joga pelo HSV Hamburg.
Nas Olimpíadas de 2004, em Atenas, conquistou a medalha de prata defendendo a seleção da Alemanha. 